# Омрі Афек
Омрі Афек (іврит: עמרי אפק; нар. 31 березня 1979, Кір'ят-Оно, Ізраїль) — колишній ізраїльський футболіст, який виступав на позиції півзахисника, а також захисника.
Останнім його клубом був «Бней-Єгуда».

## Клубна кар'єра
Під час професійної кар'єри Афек виступав за «Хапоель» Тель-Авів, «Маккабі Яффо» (оренда), «Бейтар» Єрусалим, «Маккабі» Хайфа та «Бней-Єгуда» Тель-Авів.
Він також провів два роки за кордоном в іспанському «Расінгу»; у Ла Лізі сезону 2003—2004 років він підписав контракт разом зі співвітчизником Дуду Авате, обидва приєдналися до Йоссі Бенаюна — того ж літа клуб також продав четвертого ізраїльтянина Ілана Бахара. За рік Афек був відданий в оренду команді Сегунди «Саламанці».

## Титули і досягнення
- Прем'єр-ліга Ізраїлю: 1999–2000, 2006–2007, 2008–2009
- Кубок Ізраїлю: 1999–2000
- Кубок Тото: 2007–2008